# Didier Eribon
Didier Eribon, né le 10 juillet 1953 à Reims (Marne), est un philosophe et sociologue français.
D'abord critique littéraire pour Libération et le Nouvel observateur dans les années 1980 et 1990 et biographe de Michel Foucault, il fait paraître ensuite des ouvrages sur la question gay puis co-dirige le séminaire « Sociologie des homosexualités » à l'École des hautes études en sciences sociales de 1999 à 2004.
Dans son ouvrage Retour à Reims publié en 2009, il analyse le basculement progressif des milieux populaires vers un vote d'extrême droite, et, de façon plus autobiographique, la notion de transfuge de classe.

## Biographie

### Origines
Didier Eribon naît à Reims dans un milieu pauvre, d'un père ouvrier (« manœuvre », ainsi qu'il s'ingéniera à le cacher à son entourage) et d'une mère femme de ménage puis ouvrière dans une verrerie. Dans son récit Retour à Reims, il décrit sa famille comme marquée et fragilisée, à l'instar de nombreuses autres familles rémoises, par les deux guerres mondiales qui ont énormément affecté cette ville. Son père et l'environnement social dans lequel il vit sont homophobes. Il décrit sa mère comme raciste dans Vie, vieillesse et mort d’une femme du peuple.
Il passe son enfance dans un petit logement ouvrier du quartier Verrerie, puis dans un immeuble HLM du quartier Jamin. Il fréquente alors l'église Sainte-Jeanne-d'Arc où il fait son catéchisme (par tradition, bien que ses parents soient athées et même anticléricaux) tandis que se construit, à quelques dizaines de mètres de chez lui, la chapelle Foujita.
La famille déménage en 1967 dans une cité HLM périphérique de la ville. Il passe également du temps à la cité-jardin du Chemin Vert où vivent ses grands-parents paternels, tandis que ses grands-parents maternels, ouvriers eux aussi, vivent à Paris. Didier Eribon est le second d'une fratrie de quatre garçons et, à la différence de ses frères, le seul à suivre des études après l'âge obligatoire : études secondaires au lycée Clémenceau à Reims, puis universitaires à Reims et Paris. Le parcours de ses frères est pour lui emblématique de la sélection sociale qu'opère le système scolaire à l'égard des enfants d'ouvriers.
Durant son adolescence, il milite un temps dans une organisation trotskiste qu'il abandonne ensuite jugeant alors que la politisation des questions sexuelles passe « par une mise à distance du marxisme qui ne considérait comme politique que ce qui relevait de la domination de classe,. » Il restera cependant toujours attaché à l'idée qu'il existe bel et bien une classe sociale dominée, dont il est issu, et que celle-ci doit lutter pour son émancipation.

### Formation
Il fait des études de philosophie, après avoir réussi le concours de l'Institut de préparation aux enseignements de second degré qui lui permet d'être rémunéré pendant trois années d'études. Comme il le raconte de manière détaillée dans Retour à Reims, il échoue aux concours de l'agrégation et du Capes ce qui l'amène à changer d'orientation professionnelle.

### Journalisme
Il commence sa carrière comme critique littéraire à Libération de 1979 à 1983, puis, à partir de 1984, et jusqu'au milieu des années 1990, au Nouvel Observateur,.

### Carrière universitaire
Il organise au centre Georges Pompidou, en juin 1997, un colloque consacré aux études gays et lesbiennes et à la théorie queer, auquel participent notamment Monique Wittig, Eve Kosofsky Sedgwick et Pierre Bourdieu. Il publie l'année suivante les actes de ce colloque, sous le titre Les Études gays et lesbiennes.
Il co-dirige de 1998 à 2004 le séminaire « Sociologie des homosexualités », avec Françoise Gaspard, alors maîtresse de conférences à l'École des hautes études en sciences sociales,. Ce séminaire, consacré aux études gays, lesbiennes et queer menées en France comme à l'étranger, contribue à installer en France ce nouveau champ de recherche. Des chercheurs américains (comme Judith Butler, George Chauncey, Leo Bersani, Michael Warner, Michael Lucey, Carolyn Dinshaw) ou français (comme Pierre Bourdieu, Michel Tort, etc.) y sont invités.
Au début des années 2000, il est Visiting Professor of Philosophy and Theory à l'université de Californie à Berkeley aux États-Unis, y donnant un séminaire de recherche pour étudiants doctorants ; puis Visiting Scholar à l'Institute for Advanced Study de l'université de Princeton, Visiting Fellow au King's College de l'université de Cambridge (GB) et Montgomery Fellow à Dartmouth College (USA).
Dans Retour à Reims, il explique avoir commencé une thèse en Sorbonne sur la philosophie de l'histoire, mais doit y renoncer faute de moyens de subsistance pour la mener à bien. En 2007, il soutient sur travaux une habilitation à diriger des recherches à l'université de Paris I Panthéon-Sorbonne avec pour sujet « Histoire des idées et théorie du sujet ».
De 2009 à 2017, il est recruté comme professeur des universités en sciences sociales à l'université d'Amiens,. Il est entre autres le directeur de thèse du sociologue Antoine Idier, et l'accompagne à ce titre dans ses travaux consacrés au militant Guy Hocquenghem.
Ses cours et séminaires portent principalement sur les questions de théorie politique et de sociologie des classes sociales et tout particulièrement des classes populaires, ou encore sur les « modes de domination » et sur les mouvements sociaux et les mobilisations politiques.

### Travail théorique
Didier Eribon est l'auteur d'une quinzaine de livres, dans les domaines de la philosophie, de la sociologie et de l'histoire des idées, parmi lesquels une biographie qui fait date de Michel Foucault en 1989 (vingt traductions) suivie en 1994 de Michel Foucault et ses contemporains et, en 1999, de Réflexions sur la question gay (Insult and the Making of the Gay Self, dans sa version anglaise), devenu une référence des études de genre, des Gay and Lesbian Studies et de la théorie Queer, et, plus généralement, de ce qu'on appelle dans le monde anglo-saxon la critical theory.
Ces travaux lui valent d'être le lauréat 2008 du prestigieux James Robert Brudner Memorial Prize (en), décerné chaque année par l'université Yale pour couronner une « contribution éminente, à l'échelle internationale, dans le champ des études gays et lesbiennes ». C'est la première fois qu'un auteur non américain obtient cette récompense. Il renvoie cependant le prix en mai 2011 pour protester contre son attribution pour l'année 2011-2012 à un auteur américain qu'il accuse d'avoir « honteusement plagié » ses livres, et notamment Une morale du minoritaire,.

#### Autres distinctions
L'université de Buenos Aires lui décerne en 2014 un doctorat honoris causa pour l'ensemble de ses travaux et notamment pour sa contribution aux études sur le genre et les identités.
- 1989 : prix Aujourd'hui
- 2019 : Jake Ryan Book Award, Working-Class Studies Association
- 2024 : Prix de l'Académie de Berlin[25].

### Rapport à la psychanalyse
Son livre Échapper à la psychanalyse (2005) a suscité de nombreux débats. Il a poursuivi son dialogue critique avec la psychanalyse lors de colloques ou conférences devant des associations psychanalytiques, comme ce fut le cas à l'École de la cause freudienne, où il eut un échange avec Judith Miller, fille de Lacan.

Ce recueil réunit une série d'essais qui reviennent sur la démarche de « l'auto-analyse », sur la question des « transfuges de classe », sur la sociologie des mouvements sociaux et politiques et sur la constitution des « groupes ». Selon Les Inrocks, 

« Une vraie pensée critique, telle que l’a modélisée la philosophie des années 1960-70, développe surtout un rapport conflictuel aux normes. Toute l’œuvre du sociologue et philosophe Didier Eribon, de Réflexions sur la question gay à Une morale du minoritaire, de Retour à Reims à La Société comme verdict, s’inscrit dans cette tradition intellectuelle foisonnante, critique dès lors qu’elle aspire à s’extraire des formes de la domination et à inventer ses propres chemins libérateurs. »

### Intellectuel engagé
En juin 2015, à Buenos Aires puis, en octobre 2015, à Valencia, en Espagne, il prononce des conférences sur les « catégories de la politique », dans lesquelles il réfléchit sur l'avenir de la gauche. Il y engage une discussion critique avec les notions élaborées par Ernesto Laclau et Chantal Mouffe, dont les écrits fournissent au parti espagnol Podemos ses références théoriques,.
Depuis plusieurs années, il est l'un des principaux intellectuels qui apportent leur soutien à Jean-Luc Mélenchon. Il est également proche de l'ancien député EELV, puis France insoumise, Sergio Coronado.

### Retour à Reimset publications ultérieures
En 2009, il publie Retour à Reims, qu'il décrit comme une auto-analyse, dans lequel il évoque le milieu ouvrier de son enfance et s’interroge sur les identités sociales et sur les trajectoires des transfuges de classe. Le livre est salué notamment par Annie Ernaux dans un compte rendu chaleureux paru dans Le Nouvel Observateur et marque un tournant dans le travail d'Eribon, sur lequel il s'explique dans un recueil d'entretiens Retours sur Retour à Reims.

Interrogé par le mensuel littéraire Le Matricule des anges sur le rapport de Retour à Reims à la littérature, il répond qu'il s'agit avant tout à ses yeux d'un livre de réflexion théorique : 

« Je crois que la force transformatrice de la théorie est potentiellement plus grande que celle de la littérature, dans la mesure où, en changeant la perception du monde social, la théorie peut opérer des effets dans la réalité elle-même qui est souvent façonnée par ces perceptions. »

Suit en 2013 La Société comme verdict qui présente la « face théorique » de son ouvrage précédent comme l'écrit le critique de Politis.
En 2023 paraît Vie, vieillesse et mort d'une femme du peuple. Selon Philosophie Magazine, « Relisant deux textes marquants sur la question – La Vieillesse de Simone de Beauvoir, La Solitude des mourants de Norbert Elias –, Eribon cherche à comprendre pourquoi les "vieillards" n’entrent pas dans le champ des théories politiques. »

Selon le journal Le Devoir, cet essai s'inscrit dans la suite de Retour à Reims. 

« Après Retour à Reims, un ouvrage aussi éclairant qu’émouvant, incontournable pour qui s’intéresse à la notion de transfuge de classe, le philosophe et sociologue français Didier Eribon est de retour sur le territoire de l’intime avec un essai dont l’écriture a été déclenchée par l’admission de sa mère en maison de retraite, un établissement où la dame de 87 ans va mourir seulement quelques semaines après son arrivée. »

### Vie privée
Didier Eribon est pacsé depuis 2003 à Geoffroy de Lagasnerie dont il est le compagnon depuis 2001. Il entretient, par ailleurs, un intense lien affectif avec Édouard Louis depuis les années 2010.

### Décoration
- 2013 :  Officier de l'ordre des Arts et des Lettres[38]

## Adaptations de l'œuvre

### Retour à Reims

#### Au cinéma
Jean-Gabriel Périot signe en 2021 un long métrage intitulé Retour à Reims (Fragments) d'après l'ouvrage d'Eribon et avec la voix d’Adèle Haenel. Le film est sélectionné au Festival de Cannes 2021 (Quinzaine des cinéastes). Le film est composé d'images d’archives de diverses origines. Cherchant à élargir le propos du livre, le réalisateur associe une variété de représentations de l’histoire ouvrière du courant des années 1950 à nos jours. Le film obtient le César du meilleur documentaire en 2023.

#### Au théâtre
Retour à Reims fait l'objet d'une adaptation théâtrale par le metteur en scène Laurent Hatat, créée au festival d'Avignon, en juillet 2014, avec Antoine Mathieu dans le rôle du fils, et Sylvie Debrun dans le rôle de la mère. Le spectacle est ensuite repris à Lille au Théâtre de la Verrière, en janvier 2015, puis à Paris, à la Maison des Métallos, en février 2015, puis dans le cadre d'une tournée, de septembre 2015 à mai 2016, à travers la France.
Le metteur en scène allemand Thomas Ostermeier en donne une adaptation théâtrale, qui est créée en anglais en juillet 2017 au Manchester International Festival puis en septembre de la même année en allemand à la Schaubühne à Berlin, avec dans les deux cas l'actrice Nina Hoss dans le rôle principal. Le spectacle est donné dans sa version anglaise à New York en février 2018.
Le spectacle d'Ostermeier est créé en français en janvier 2019 au Théâtre de la Ville à Paris, puis en tournée en France, en Suisse et en Belgique. Dans cette pièce, une comédienne engagée (Irène Jacob) enregistre le commentaire d'un documentaire en cours de montage consacré à l'ouvrage Retour à Reims tandis que le réalisateur et le preneur de son s’affairent en régie dans un décor représentant un studio d'enregistrement. Le spectateur assiste à cette prise de son tout en visionnant le film sur grand écran, dans lequel on voit l’auteur, Didier Eribon lui-même, retourner sur les lieux de son enfance, rendre visite à sa mère et s'interroger sur les conditions de la classe ouvrière et sur la « question gay »,.
Une version italienne est créée au Piccolo Teatro de Milan en octobre 2019, avec la comédienne Sonia Bergamasco et une version suédoise au théâtre Dramaten de Stockholm avec l'actrice Lena Endre en 2021.
En octobre 2017, c'est au tour du metteur en scène franco-belge Stéphane Arcas de présenter son adaptation du texte intitulée Retour à Reims, sur fond rouge au théâtre Varia à Bruxelles.
L'écrivain et metteur en scène Thomas Jonigk crée de son côté une adaptation allemande au Schauspiel de Cologne, en janvier 2019.
En 2020, une adaptation polonaise de Retour à Reims par Katarzyna Kalwat a été créée au théatre Laznia Nowa de Cracovie et au Nowy Teatr de Varsovie.
En 2025, Vie, Vieillesse et mort d'une femme du peuple a été adaptée plusieurs fois au théâtre : à Marbourg par Sandra Strunz et à Göttingen par Alexander Weise en Allemagne, à Athènes au Festival d'Epidaure, par Sofia Antoniou.

### Réflexions sur la question gay

#### Chanson
Après avoir lu Insult and the Making of the Gay Self (la version anglaise de Réflexions sur la question gay), la chanteuse chilienne Francisca Valenzuela écrit sa chanson Insulto qui figure sur son album Tajo abierto (2014). L'album rencontre un considérable écho en Amérique latine.

## Publications

### Œuvres principales
- Michel Foucault, 1926-1984, Paris, Flammarion, 1989  (ISBN 978-2-08-081243-8)
- Faut-il brûler Dumézil : mythologie, science et politique, Paris, Flammarion, 1992
- Michel Foucault et ses contemporains, Paris, Fayard, 1994
- Réflexions sur la question gay, Paris, Fayard, 1999  (ISBN 978-2-213-60098-7)
- Papiers d'identité : interventions sur la question gay, Paris, Fayard, 2000  (ISBN 978-2-213-60576-0)
- Une morale du minoritaire : variations sur un thème de Jean Genet, Paris, Fayard, 2001  (ISBN 978-2-213-60918-8)
- Hérésies : essais sur la théorie de la sexualité, Paris, Fayard, 2003  (ISBN 978-2-213-61423-6)
- Sur cet instant fragile… Carnets janvier-août 2004, Paris, Fayard, 2004  (ISBN 978-2-213-62279-8)
- Échapper à la psychanalyse, Paris, éditions Léo Scheer, 2005  (ISBN 978-2-915280-93-7)
- D'une révolution conservatrice et de ses effets sur la gauche française, Paris, éditions Léo Scheer, 2007
- Contre l'égalité et autres chroniques, Les éditions Cartouche, 2008
- Retour à Reims, Paris, Fayard, 2009
- De la subversion : droit, norme et politique, Paris, Les éditions Cartouche, 2010.
- Michel Foucault, 1926-1984, nouvelle édition, revue et augmentée, Paris, Flammarion, coll. « Champs : biographie », 2011
- Retours sur Retour à Reims, Les éditions Cartouche, 2011
- Réflexions sur la question gay, nouvelle édition, revue et augmentée, Paris, Flammarion, coll. « Champs », 2012
- La Société comme verdict : classes, identités, trajectoires, Paris, Fayard, 2013
- Théories de la littérature : système du genre et verdicts sexuels, Paris, Presses universitaires de France, 2015
- Principes d'une pensée critique, Paris, Fayard, 2016
- Écrits sur la psychanalyse, Paris, Fayard, 2019, 304 p. (ISBN 978-2-213-71138-6)
- Vie, vieillesse et mort d'une femme du peuple, Paris, Flammarion, 2023, 250 p.
- Sociobiographie - Entretien avec Geoffroy Huard, Paris, Flammarion, 2025, 336 p.  (ISBN 9782080447746)

### Entretiens
- Entretiens avec Georges Dumézil, Paris, Gallimard, 1987  (ISBN 2070323986)
- De près et de loin : entretiens avec Claude Lévi-Strauss, Paris, éditions Odile Jacob, 1988
- Ce que l'image nous dit : entretiens sur l'art et la science, avec Ernst Gombrich, Paris, Adam Biro, 1991 ; rééd. aux éditions Cartouche, 2009

### Ouvrages collectifs

#### Direction d'ouvrage
- Dictionnaire des cultures gays et lesbiennes (dir.), Paris, Larousse, 2003
- Actes de colloques :
  - Les Études gays et lesbiennes, actes du colloque des 21 et 27 juin 1997 (dir.), Paris, Éditions du Centre Georges-Pompidou, 1998
  - L'Infréquentable Michel Foucault : renouveaux de la pensée critique, actes du colloque du Centre Georges-Pompidou (dir.), 21-22 juin 2000, EPEL, 2001
  - Foucault aujourd'hui, actes des neuvièmes rencontres INA-Sorbonne, 27 novembre 2004 (dir. avec Roger Chartier), Paris, L'Harmattan, 2006

#### Participation
- Collectif, sous la direction d'Édouard Louis, Pierre Bourdieu : l'insoumission en héritage[53], Paris, PUF, 2013, 192 p.  (ISBN 978-2-13-061935-2) Avec Didier Eribon, Annie Ernaux, Arlette Farge, Geoffroy de Lagasnerie, Frédéric Lebaron et Frédéric Lordon.

### Traductions
- David Halperin, Saint Foucault, Paris, EPEL, 2001
- George Chauncey, Gay New York, 1890-1940, Paris, Fayard, 2003
- Michael Lucey, Les Ratés de la famille : Balzac et les formes sociales de la sexualité, Paris, Fayard, 2008

### Presse
- Paul Pasquali, « Bibliothèque », Genèses, no 82,‎ janvier 2011 (lire en ligne).
- Éric Aeschimann, « Est-il plus honteux d’être homo ou fils de prolo ? », Le Nouvel Observateur,‎ 12 juin 2013 (lire en ligne).